# Lucrezia Buti
Lucrezia Buti (Florencia, 1433 - Segle XVI) fou una monja italiana; fou amant del pintor Filippo Lippi. Sembla que fou model d'algunes Madonnas de l'artista.
Filla de Francesco Buti i Catalina Ciacchi, es feu monja del monestir dominic de Santa Margarida de Prato, on, segons Vasari, sent novícia, conegué el pintor fra Filippo Lippi, que el 1456 n'havia rebut l'encàrrec de pintar un quadre per a l'altar major. Lippi sol·licità que Lucrezia posara com a model per a la Mare de Déu. Durant les sessions, Filippo se n'enamorà i va causar gran escàndol quan la segrestà durant la processó de la Faixa de Sant Tomeu. Malgrat els intents de fer-la tornar al convent, Butti romangué a casa de Lippi i de la seua relació nasqué Filippino Lippi al 1457, i al 1465 la seua filla Alessandra Lippi. Només pels esforços de Cosme el Vell, la parella obtingué una dispensa dels seus vots pel papa Pius II per casar-se; però, segons Vasari, Lippi rebutjà unir-se en matrimoni.
Els dos visqueren en una casa a la plaça de la Seu, prop d'on ell es dedicava a la creació dels frescs a la capella. El rostre de Lucrezia és idealitzat en altres obres mestres, com diverses Madonnes dels Uffizi o la Salomé del cicle de la Vida de sant Joan Baptista.